# Кронланд
| | |
| \| 1. Королевство Богемия 2. Герцогство Буковина 3. Герцогство Каринтия 4. Герцогство Крайна 5. Королевство Далмация 6. Королевство Галиции и Лодомерии 7. Австрийское Приморье 8. Эрцгерцогство Нижняя Австрия 9. Маркграфство Моравия \| 10. Герцогство Зальцбург 11. Герцогство Нижняя и Верхняя Силезия (Австрийская Силезия) 12. Герцогство Штирия 13. Окняженное графство Тироль 14. Эрцгерцогство Верхняя Австрия 15. Земля Форарльберг 16. Королевство Венгрия 17. Королевство Хорватия и Славония 18. Кондоминиум Босния и Герцеговина \| | |
| 1. Королевство Богемия 2. Герцогство Буковина 3. Герцогство Каринтия 4. Герцогство Крайна 5. Королевство Далмация 6. Королевство Галиции и Лодомерии 7. Австрийское Приморье 8. Эрцгерцогство Нижняя Австрия 9. Маркграфство Моравия | 10. Герцогство Зальцбург 11. Герцогство Нижняя и Верхняя Силезия (Австрийская Силезия) 12. Герцогство Штирия 13. Окняженное графство Тироль 14. Эрцгерцогство Верхняя Австрия 15. Земля Форарльберг 16. Королевство Венгрия 17. Королевство Хорватия и Славония 18. Кондоминиум Босния и Герцеговина |

Кронланд (в переводе с нем. Kronland — Коронная земля) — административная территориальная единица в Австро-Венгрии.

## История
Коронными землями (кронландами) в Австро-Венгерской империи были исторические земли, которые в течение столетий различными путями приобрели Габсбурги и правили ими в личной унии.
Начиная с XVI века габсбургские земли были подвержены прогрессивной интеграции и процессу государственного образования, который был провозглашён в конце 1804 года в Австрийской империи.
У Коронных земель Австро-Венгрии не было, в отличие от современных земель, федерального (как в США или Германии) государственного характера. К примеру, там отсутствовали собственное правительство и титульная нация (никогда не существовало гражданства Тироля или Моравии). Всё же Коронные земли были регионами с исторически высокими политическими и юридическими особенностями и вместе с тем административными единицами. Австрийская общественно-политическая наука создала для этого явления в XIX веке понятие историко-политические особенности.
У каждой Коронной земли был свой глава (Ландесгауптман) или Штатгальтер, который председательствовал в управленческом аппарате. Ландтаги до 1848 были местом традиционных регулярных заседаний, но после революции перестали действовать и открыли заседания только после 1860 уже в новой форме. С тех пор нескольких членов учреждали (к примеру епископов), остальные определялись путём выборов. Это были не всенародные выборы, а смесь из привилегий и ограничений.
После заключения Австро-венгерского соглашения в 1867 году, которое ставило конституцию габсбургской монархии на новую основу, Венгерское королевство не расценивалась больше как Коронная земля. Теперь Коронные земли составляли скорее государство в государстве с остатками монархии (коротко: Австрия или Цислейтания, официально: Королевства и земли, представленные в рейхсрате), имевшие с Транслейтанией несколько общих учреждений.

## Коронные земли с 1867 года по 1918 год
Коронные земли в Австро-Венгерской империи с 1867 года по 1918 год:
- Богемия, Моравия и Австрийская Силезия[1]
- Нижняя и Верхняя Австрия
- Тироль, Зальцбург и Форарльберг
- Штирия, Каринтия[2], Крайна и Австрийское приморье (Горица и Градишка, Триест и Истрия[3])
- Буковина, Галиция и Лодомерия.
- Далмация

В другом источнике указано что, на конец XIX столетия, в административном отношении Австро-Венгерская империя делилась на следующие части (коронные земли):
- А. Цислейтания (занимала в совокупности 299 984,35 км² с 22 144 244 жителями).
  - 1) Эрцгерцогство Нижняя Австрия[4] (ниже Энса) занимала 19 768,42 км² с населением в 2 330 621 человек.
  - 2) Эрцгерцогство Верхняя Австрия (выше Энса) — 11 982,28 км² с 759 620 жителями.
  - 3) Герцогство Зальцбург — 7 154,54 км² с 163 570 жителями.
  - 4) Герцогство Штирия[5] (Штейермарк) — 22 354,75 км² с 1 213 597 жителями.
  - 5) Герцогство Каринтия[6][2] — 10 327,63 км² с 348 730 жителями.
  - 6) Герцогство Крайна[7] — 10 032,64 км² с 481 243 жителями.
  - 7) Береговая область (Триест, Герц, Градиска, Истрия) зан. 7 966,93 км² с 647 934 жителями.
  - 8) Графство Тироль с Форарльбергом — 29 292,80 км² с 912 549 жителями.
  - 9) Королевство Богемское — 51 942,12 км² с 5 560 819 жителями.
  - 10) Маркграфство Моравия[8] — 22 223,85 км² с 2 153 407 жителями.
  - 11) Герцогство Силезия — 5 147,30 км² с 565 475 жителями.
  - 12) Королевство Галиция и Лодомирия — 78 507,89 км² 5 958 907 жителями.
  - 13) Герцогство Буковина — 10 451,56 км² с 571 671 жителями.
  - 14) Королевство Далмация — 12 813,54 км² с 476 101 жителями.
- Б. Транслейтания (занимает в совокупности 322 285,3 км² с 15 738 486 жит.); в состав её входят:
  - 1) Венгрия (включ. и Седмиградию, или Трансильванию) зан. 279 749,7 км² с 1 3728 622 жителями.
  - 2) Фиуме[9] с своею областью — 19,6 км² с 20 981 жителями.
  - 3) Хорватия (Кроация) и Славония — 42 516 км² с 1 892 499 жителями, к которым нужно было прибавить ещё 96 866 человек солдат, гонведов и жандармов[10].

Коронные земли делились на округа (Bezirk) и статуарные города (Statutarstadt), а округа на города (Stadt) и общины (Gemeinde).